# Silver Bay
Silver Bay – miasto w Stanach Zjednoczonych, w stanie Minnesota, w hrabstwie Lake.